# Štarnov (Olomouc)
Štarnov é uma comuna checa localizada na região de Olomouc, distrito de Olomouc.